# Navigatori (zona di Roma)
Navigatori è la zona urbanistica 11D del Municipio Roma VIII di Roma Capitale. Si estende sul quartiere Q. XX Ardeatino.
Sorta come zona della borghesia medio-alta all'inizio degli anni settanta del Novecento, era destinata, in particolare, a edilizia residenziale della politica (Palazzo dei Senatori sorto su via Cristoforo Colombo), data la contiguità con il centro di Roma, la qualità degli immobili, la vasta area verde e di pregio archeologico (parco regionale dell'Appia antica).
L'area confinante con il Parco Scott, facente parte integrante del parco dell'Appia antica, è oggi una delle zone più esclusive della Capitale.

## Odonimia
Le strade della zona urbanistica sono dedicate a esploratori e viaggiatori, a eccezione di via delle Sette Chiese e via di Santa Petronilla.